# 杉本薬品
杉本薬品株式会社（すぎもとやくひん）は、医薬品・衛生材料・化粧品の卸売を中心とする日本の企業であった。現在は東邦ホールディングスの一社「セイエル」である。医薬品の卸売手。地盤は広島。

## 概要
- 本社は広島県広島市大手町2-6-32

## 沿革
- 1946年広島市に杉本一男が杉本薬品商会創業
- 1949年「杉本薬品株式会社」設立
- 1949年9月「呉出張所」開設
- 1954年「岩国営業所」開設
- 1961年「岡山店」開設
- 1963年6月東京都に「大鵬薬品工業株式会社」（大塚製薬と全国の主要卸業者が出資して設立された企業である）設立。広島地区独占販売契約を締結。大鵬薬品は1県1社代理店制度を採用する
- 1969年「徳山営業所」開設
- 1974年「柳井営業所」開設

## 営業所
- 広島県：広島市・福山市・呉市・三次市・尾道市
- 山口県：宇部市・柳井市・徳山市・岩国市
- 岡山県：岡山市
- 東京都:千代田区・目黒区

## 主な取引メーカー
- 三共（現在・第一三共）
- 藤沢薬品工業（現在・アステラス製薬）
- エーザイ
- 中外製薬
- 大塚製薬
- 田辺製薬
- 大鵬薬品
- 興和新薬（現在・興和創薬）

## 備考
- 岡山営業所
  - 岡山県岡山市幸町→岡山市東安原→岡山市西之町
- 呉営業所
  - 広島県呉市本道3
- 岩国営業所
  - 山口県岩国市三笠町→岩国市山手町
- 福山連絡所（営業所）
  - 広島県福山市西町→福山市本庄町
- 柳井営業所
  - 山口県柳井市天神通→柳井市宮本浜
- 徳山連絡所（営業所）
  - 山口県徳山市二番町→徳山市若宮町→徳山市浦山開作
- 三次営業所
  - 広島県三次市三次町五日市→三次市十日市町
- 宇部営業所
  - 山口県宇部市若松町→宇部市西区鵜島
- 東京本部・中央営業所
  - 東京都千代田区外神田
- 緑ヶ丘営業所
  - 東京都目黒区緑ヶ丘
- 尾道営業所
  - 広島県尾道市新浜